# Linea 1 (TRAM Metropolitano di Alicante)
La linea 1 della rete tranviaria di Alicante è una linea tranviaria che collega la città di Alicante con Campello, Villajoyosa  e Benidorm dalla stazione  di Luceros, nel centro del capoluogo, fino alla stazione di Benidorm lungo la costa settentrionale della provincia di Alicante.

## Stazioni e fermate
| Stazioni                   | Città       | Linee interscambio | Servizi                            |
| -------------------------- | ----------- | ------------------ | ---------------------------------- |
| Luceros                    | Alicante    |                    | Servicios adaptados                |
| Mercado                    | Alicante    |                    | Servicios adaptados                |
| MARQ-Castillo              | Alicante    |                    | Servicios adaptados                |
| Sangueta                   | Alicante    |                    | Servicios adaptados                |
| La Isleta                  | Alicante    |                    | Servicios adaptados                |
| Lucentum                   | Alicante    |                    | Servicios adaptados · Aparcamiento |
| El Campello                | Campello    |                    | Servicios adaptados                |
| Poble Espanyol             | Campello    |                    | Servicios adaptados                |
| Amerador                   | Campello    |                    | Servicios adaptados                |
| Coveta Fumà                | Campello    |                    | Servicios adaptados                |
| Cala Piteres               | Campello    |                    | Servicios adaptados                |
| Venta Lanuza               | Campello    |                    | Servicios adaptados                |
| Paradís                    | Villajoyosa |                    | Servicios adaptados                |
| La Vila Joiosa             | Villajoyosa |                    | Servicios adaptados                |
| Creueta                    | Villajoyosa |                    | Servicios adaptados                |
| Costera Pastor             | Villajoyosa |                    | Servicios adaptados                |
| Hospital Vila              | Villajoyosa |                    | Servicios adaptados                |
| C.C. La Marina - Finestrat | Finestrat   |                    | Servicios adaptados                |
| Terra Mítica               | Benidorm    |                    | Servicios adaptados                |
| Benidorm                   | Benidorm    |                    | Servicios adaptados                |
| Benidorm - Intermodal      | Benidorm    |                    | Servicios adaptados                |